# Alchemilla arvensis
Alchemilla arvensis Scop. es una especie de planta fanerógama de la familia de las rosáceas.

## Distribución
Es nativa de Europa y Norte de África.

## Descripción
Es una planta herbácea perenne algo menor que la especie Alchemilla vulgaris. Tiene las hojas pequeñas de 1 cm de largo. Las flores sin pedúnculo son también pequeñas y verdosas.

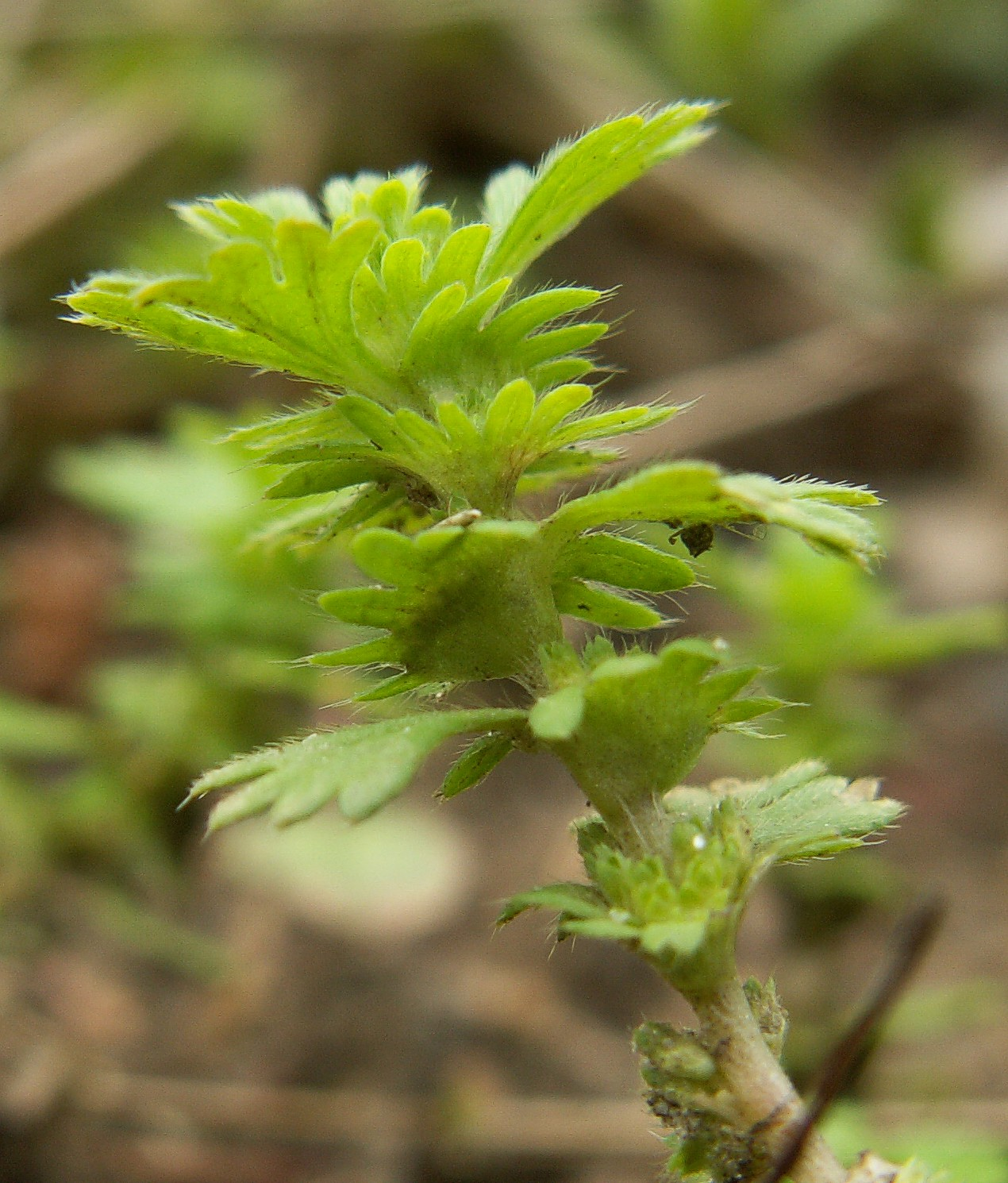

## Propiedades
- Son utilizadas como diurético, demulcente y para afecciones renales.

## Taxonomía
Alchemilla arvensis fue descrita por (Lamb.) Rich. & A.Rich. y publicado en Flora Carniolica, Editio Secunda 1: 115. 1771.
Etimología
Alchemilla: nombre genérico que toma el nombre de alguna planta valorada por su uso en la alquimia.
arvensis: epítetp latíno que significa "cultivado en los campos".
Sinonimia
- Aphanes arvensis L. basónimo
- Alchemilla arvensis (L.) Scop.
- Alchemilla cuneifolia Nutt. ex Torr. & A.Gray
- Alchemilla occidentalis Nutt. ex Torr. & A.Gray
- Aphanes occidentalis (Nutt. ex Torr. & A.Gray) Rydb[4]
- Alchemilla delicatula Sennen
- Aphanes delicatula Sennen
- Percepier arvensis (L.) Moench

## Nombres comunes
Alquimila arvense, alquimilla, pie de león.